# Team Stuttgart (1989–1990)
Das Team Stuttgart war ein deutsches Profi-Radsportteam, das von 1989 bis 1990 bestand.

## Geschichte
Das Team wurde von Winfried Holtmann gegründet und zum 1. Januar 1989 als professionelles Radsportteam vom Bund Deutscher Radfahrer (BDR) lizenziert. Holtmann war als Radsportmanager, Journalist und Chefredakteur der Sindelfinger Zeitung tätig. Er war zudem Präsident des Verbandes Deutscher Radrennveranstalter (VDR).
Holtmann versuchte nach den Olympischen Sommerspielen 1988 deutsche Amateure für seine Mannschaft als Neo-Profis zu gewinnen. Mit Bernd Gröne, Udo Bölts, Guido Eickelbeck, Werner Stauff und Werner Wüller konnte er einige deutsche Spitzenamateure für sein Projekt gewinnen. Dabei entschied er sich ganz bewusst dafür, keine „großen Namen“ im ersten Jahr zu engagieren. Sportlicher Leiter wurde der ehemalige Olympiasieger Hennie Kuiper.
Den finanziellen Rahmen für das Team stellten neben etlichen kleineren Sponsoren die Baumarktkette Stinnes. Weitere wichtige Sponsoren waren die Radfirma Eddy Merckx und die Bekleidungsfirma Gonso. Holtmanns Credo war dabei, „nicht von der Gunst eines einzigen Geldgebers abhängig zu sein“. Der Etat des Teams belief sich im ersten Jahr auf geschätzte zwei Millionen D-Mark.
Das von ihm gegründete Team Stuttgart wurde zum Vorläufer des Teams Telekom, später Team T-Mobile. Das Team wurde 1991 von der Deutschen Telekom übernommen.
Zu den größten Erfolgen der Mannschaft gehörten die Titelgewinne der Deutschen Meisterschaften 1989 durch Darius Kaiser und 1990 durch Udo Bölts sowie die Siege von Erwin Nijboer in der Gesamtwertung der Drei Tage von De Panne 1990 und auf der vierten Etappe der Vuelta a España 1990.

## Erfolge
1989
- Deutsche Meisterschaft
- eine Etappe Schwaben Bräu Cup

1990
- Gesamtwertung Driedaagse van De Panne
- eine Etappe Vuelta a España
- Deutsche Meisterschaft
- eine Etappe Irland-Rundfahrt
- Gesamtwertung und eine Etappe Herald Sun Tour

## Bekannte ehemalige Fahrer
- Udo Bölts
- Hartmut Bölts
- Bernd Gröne
- Ludo Peeters
- Werner Stauff
- Dean Woods